# Adolf Muschg

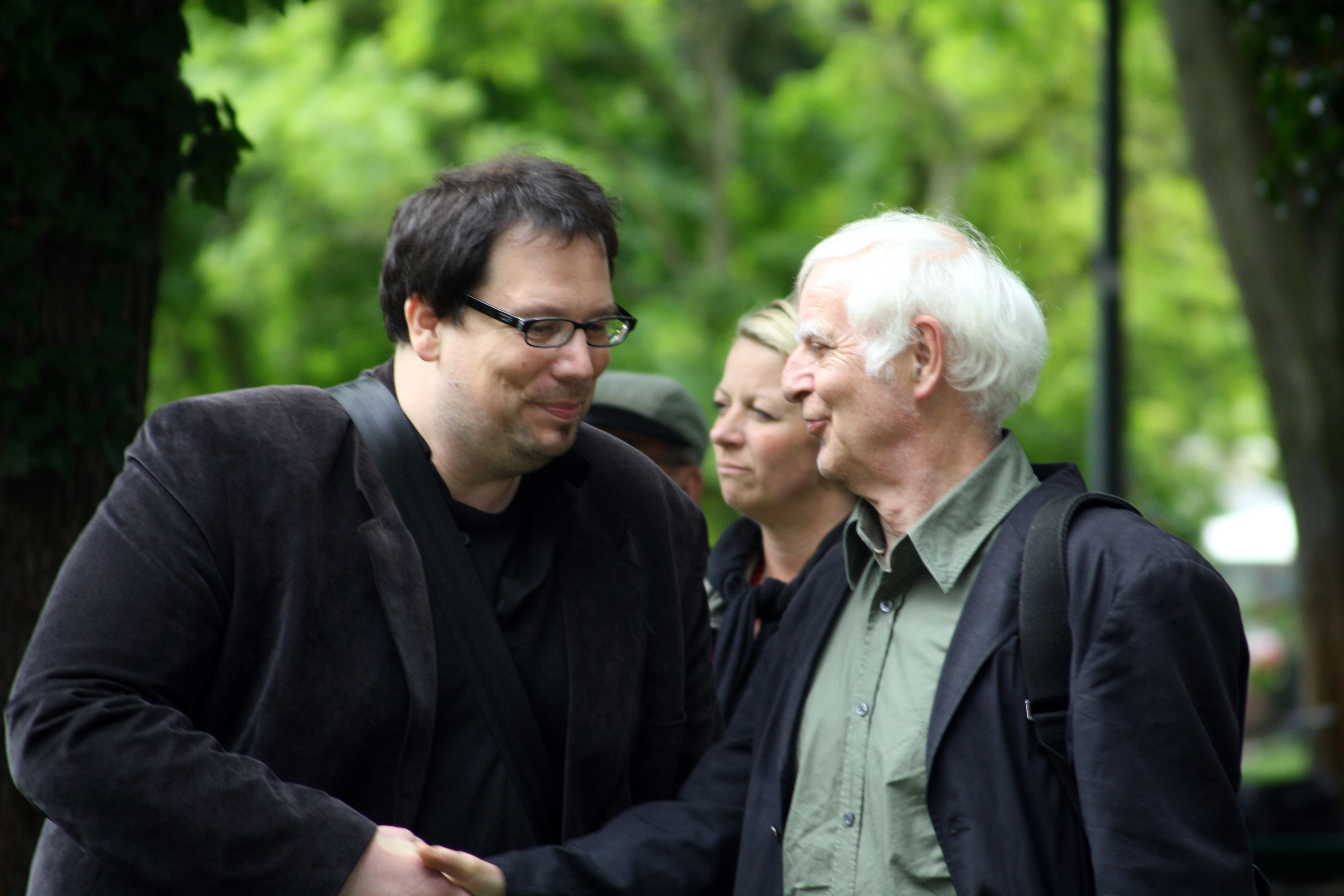
Adolf Muschg (vpravo, 2010)

Friedrich Adolf Muschg (* 13. května 1934, Zollikon, Kanton Curych) je švýcarský spisovatel, básník a literární vědec..

## Biografie
Jeho otec byl profesí učitel, matka Frieda zdravotní sestra. Měl také z otcova prvního manželství bratra, Waltera Muschga, známého literárního historika. Studoval germanistiku, anglistiku a filozofii v Curychu a na Cambridge, posléze pracoval krátce jako učitel němčiny a následně se již zcela začal věnovat akademické dráze. Disertační práci o Ernstu Barlachovi psal u prof. Emila Staigera.
S bývalou manželkou, spisovatelkou Hannou Johansen, se kterou se rozvedl roku 1990, má dva syny. Nyní žije s Japonkou Atsuko Kanto, rodačkou původem z Kjóta.

### Přehled děl v originále (výběr)
- Besuch in der Schweiz: Erzählungen. Reclam Verlag, 1978. 88 S.
- Das Licht und der Schlüssel: Erziehungsroman eines Vampires. Suhrkamp Verlag, 1998. 519 S.
- Das gefangene Lächeln: Eine Erzählung.[10] 1. vyd. Suhrkamp Verlag, 2002. 156 S.
- Der Rote Ritter: eine Geschichte von Parzival. 2. vyd. Suhrkamp Verlag, 2002. 1089 S.
- Der Turmhahn und andere Liebesgeschichten. Suhrkamp Verlag, 1989. 216 S.
- Die Insel, die Kolumbus nicht gefunden hat: Sieben Gesichter Japans. 2. vyd. Suhrkamp Verlag, 1995. 124 S.
- Die Japanische Tasche: Roman. 1. vyd. C.H.Beck Verlag, 2015. 484 S.
- Eikan, du bist spät: Roman. 1. vyd. Suhrkamp Verlag, 2006. 315 S.
- Empörung durch Landschaften: vernünftige Drohreden. Rauhreif Villingen, 2001. 136 S.
- Entfernte Bekannte: Erzählungen. Suhrkamp Verlag, 1979. 170 S.
- Fremdkörper: Erzählungen. 6. vyd. Suhrkamp Verlag, 1988. 121 S.
- Gegenzauber: Roman. Suhrkamp Verlag, 1981. 424 S.
- Gehen kann ich allein und andere Liebesgeschichten. 3. vyd. Suhrkamp Verlag, 2003. 160 S.
- Im Erlebensfall: Essays 2002-2013. 1. vyd. C.H.Beck Verlag, 2014. 310 S.
- Kinderhochzeit: Roman. 1. vyd. Suhrkamp Verlag, 2009. 580 S.
- Liebesgeschichten. 17. vyd. Suhrkamp Verlag, 1974. 171 S.
- Löwenstern: Roman. 1. vyd. C.H.Beck Verlag, 2012. 331 S.
- Mitgespielt: Roman. Suhrkamp Verlag, 1984. 319 S.
- Noch ein Wunsch: Erzählung. Suhrkamp Verlag, 1979. 141 S.
- Sax: Roman. 2. vyd. C.H.Beck Verlag, 2010. 459 S.
- Sutters Glück: Roman. 3. vyd. Suhrkamp Verlag, 2002. 335 S.
- Unterlassene Anwesenheit: Erzählungen. Reclam Verlag, 1984. 222 S.

#### Studie
- Walter Muschg: Die Zerstörung der deutschen Literatur und andere Essays. Zürich: Diogenes Verlag, 2009. 956 S.
- Der Schein trügt nicht: Über Goethe. 1. vyd. Insel Verlag, 2004. 202 S.
- Goethe als Emigrant: Auf der Suche nach dem Grünen bei einem alten Dichter. 1. vyd. Insel Verlag, 1996. 209 S.
- Gottfried Keller: Ein literarisches Portreit mit zahlreichen Bildern und Faksimiles. 1. vyd. Berlin: Verlag Volk und Welt, 1980. 412 S.
- Literatur als Therapie?: Ein Exkurs über das Heilsame und das Unheilbare. 10. vyd. Suhrkamp Verlag, 1981. 204 S.
- Tragische Literaturgeschichte. Zürich: Diogenes Verlag, 2006. 751 S. Doslov: Urs Widmer
- Von einem, der auszog, leben zu lernen - Goethes Reisen in die Schweiz. Suhrkamp Verlag, 2016. 87 S.

#### Ostatní
- Die Schweiz am Ende. Am Ende die Schweiz: Erinnerungen an mein Land vor 1991. 2. vyd. Suhrkamp Verlag, 1990. 213 S.
- O mein Heimatland! - 150 Versuche mit dem berühmten Schweizer Echo. Suhrkamp Verlag, 1989. 349 S.
- Was ist europäisch?: Reden für einen gastlichen Erdteil. 1. vyd. C.H.Beck, 2005. 126 S.
- Wenn Auschwitz in der Schweiz liegt: Fünf Reden eines Schweizers an seine und keine Nation. 3. vyd. Suhrkamp Verlag, 1997. 61 S.

### České a slovenské překlady
- Bayiun alebo družobná spoločnosť (orig. ‚Bayiun oder die Freundschaftsgesellschaft‘). 1. vyd. Bratislava: Slovenský spisovateľ, 1980. 284 S. Překlad: Magda Takáčová
- Léto ve znamení zajíce (orig. ‚Im Sommer des Hasen: Roman‘). 1. vyd. Praha: Svoboda, 1978. 246 S. Překlad: Eva Pátková, doslov: Jiří Stromšík
- Albisserův důvod (orig. ‚Albissers Grund‘). 1. vyd. Odeon, 1974. 296 S. Překlad: Eva Pátková, doslov: Jaroslav Střítecký